# Phylogénomique
La phylogénomique désigne la rencontre de deux champs de recherche : la phylogénie et la génomique. Ce terme est employé dans plusieurs contextes différents mais désigne toujours une catégorie d'analyse impliquant des données génomique et de l'inférence évolutive, en particulier la reconstruction phylogénétique.
La phylogénomique sert la prédiction des fonctions de gènes basée sur leur histoire évolutive dans l'arbre phylogénétique. C'est sous cette forme que le terme a été employé pour la première fois,. Elle conjecture la reconstruction phylogénétique par combinaison d'un grand nombre de gènes ou de génomes complets,, et opère la fusion des données issues de l'analyse des génomes et de la reconstruction phylogénétique,.